# Cedric van Samson
Cedric Gulno van Samson, bijnaam Dekoloog (Paramaribo, 5 januari 1980), is een Surinaams taxiondernemer, rapper, radiopresentator, criticus en politicus. Hij is voorman van de rapformatie Ragga Djong en presenteert sinds 2014 het radioprogramma Tap-A-Dek. Hij was een prominent lid van de Nationale Democratische Partij (NDP) en kandidaat tijdens de verkiezingen van 2010, tot hij met zijn regeringskritische rapmuziek in ongenade viel bij partijpropagandist Clifton Limburg. In januari 2019 trad hij naar voren als lid van de Vooruitstrevende Hervormings Partij (VHP). Voor deze partij is hij sinds de verkiezingen van 2020 lid van De Nationale Assemblée.

## Biografie

### Jonge jaren en NDP-invloed
Van Samson groeide op met een stiefvader die de persoonlijke monteur was van Desi Bouterse. Bouterse kwam geregeld bij hun thuis, net als ook diens zoon Dino. Daar werden eerste vergaderingen gehouden van wat zich later ontwikkelde tot de NDP. Ook was het huis een van de adressen om de CIS-kaarten op te halen. Voor een tekening van Bouterse kreeg hij van zijn juf een 5, wat ze aan zijn moeder uitlegde als dat hij "die duivelse man" had getekend. Hierop plaatste zijn moeder hem over naar een andere school. Hij kreeg sindsdien ook les op het Potlood en Penseelinstituut, de latere Nola Hatterman Art Academy.
In aanloop naar de verkiezingen van 1996 kreeg hij mee dat ressortraad- en districtsraadsleden van de NDP in Ocer moesten blijven slapen, om te voorkomen dat ze zouden worden omgekocht. Het maakte hem ervan bewust dat politici niet altijd loyaal zijn aan hun partij. Dit fenomeen had hij tot dan toe niet achter NDP'ers gezocht. Rond de drie jaar later was hij als student betrokken bij de protesten tegen de regering van Jules Wijdenbosch. Door de "rotzooi die Bosje uithaalde" zag hij het in zijn land verkeerd gaan en hij veronderstelde dat dit onder leiding van Bouterse niet zou zijn gebeurd.
Toen in 2005 de government take op brandstof werd ingevoerd, werd hij hier zelf als taxichauffeur ook door geraakt. In Ocer betoogde Bouterse dat deze lanti grabu (landberoving) onnodig was en door hem ongedaan gemaakt zou worden  als hij aan de macht zou komen. Van Samson geloofde Bouterse en vanaf dit jaar ging hij zich intensiever bezig houden met de politiek. In deze tijd zaten ook Phil Hertzberg en Donovan Grep in het Jongerencollectief en kwam Melvin Bouva op (toen als voorzitter van het Nationaal Jeugdparlement; 2004-2007). Van Samson werd geregeld door Clifton Limburg uitgenodigd voor zijn programma Bakana Tori, om de mening van de kant van Bouterse voor het voetlicht te brengen. Tijdens de verkiezingen van 2010 was hij verkiesbaar voor de NDP.

### Kritische rap met Ragga Djong
Zijn beeld over de NDP begon te kantelen toen Bouterse na de verkiezingen van 2010 aan de macht kwam. Aan veel aangekondigde veranderingen werd in de praktijk geen gevolg gegeven. In 2011 kreeg hij te maken met tegenwind vanuit zijn partij door zijn klokkenluidersrol in de ontslagzaak van Steve Peneux – een vertrouweling van Ramon Abrahams. Hij was geen ambtenaar en met zijn eigen taxibedrijf was hij relatief onkwetsbaar voor represailles. Wel liep hij de aanschaf van een stuk grond mis dat hij nodig had voor zijn bedrijf.
In 2014 begon hij met de presentatie van Tap-A-Dek op het radiostation B104.1. Het groeide uit tot een populair radioprogramma en leverde hem de bijnaam Dekoloog op. Hij was toen al meerdere jaren de voorman van de rapgroep Ragga Djong.
Met zijn muziekgroep bracht hij circa begin november 2014 een cd uit met de titel "Liever gehaat voor het spreken van de waarheid dan geliefd voor verkondigen van leugens." Op de cd staat onder meer het regeringskritische nummer Kaba figi gogo a no kaba (Na kont afvegen ben je nog niet klaar). Het nummer was bedoeld als een wake-up-call voor president Bouterse omdat die zijn verkiezingsbeloften niet na zou komen. Hij kreeg bijval van onder meer voormalig DNA-lid en ondervoorzitter van de NDP, Charles Pahlad. Ook vanuit de president leek een luisterend oor voor zijn noodkreet te komen. Van Samson werd niettemin dagen achtereen neergezet als nestbevuiler en verrader door Clifton Limburg in Bakana Tori – Limburg is sinds 2010 naast presentator ook de officiële woordvoerder van president Bouterse. Van Samson noemde de afrekening van Limburg "onvergeeflijk". Hij had dit van de woordvoerder van zijn eigen regering niet verwacht. Ook was hem dit nooit ten deel gevallen tijdens de vorige regering, terwijl hij die naar zijn mening toch "flink geborsteld" had. Ondanks het gesprek dat hij had met de president, was voor hem het punt bereikt van "tot hier en niet verder."
Rond 2016 bracht hij het kritische lied Pe a moni dé uit, vertaald: Waar is het geld gebleven? De spreuk werd in die tijd ook gevoerd door de protestbeweging Wij Zijn Moe(dig) en inspireerde Hans Moison – oud-DSB-directielid (2016-2017) – tot de titel van zijn boek De Centrale Bank van Suriname – Pe a moni de?

### Overstap naar de VHP
In januari 2019 werd zijn overstap naar de VHP bekendgemaakt in het congrescentrum De Olifant. Hij werd groots binnengehaald en was een van de hoofdsprekers die zijn toespraak vlak voor partijleider Chan Santokhi hield. Hij zei tegen de VHP-achterban dat hij de president een kans had gegeven, maar er daarna niets gebeurde. Later vertelde hij ook dat de NDP mensen in aanloop naar verkiezingen en na het aantreden van het kabinet-Santokhi opzettelijk liet protesteren en ze daarvoor betaalde.

### Assembléelid
Tijdens de verkiezingen van 2020 stelde hij zich verkiesbaar in Paramaribo. Hij stond direct na Santokhi op plaats 2 van de lijst van de VHP. Volgens Van Samson strooide de toen zittende regering de burgers zand in de ogen door te stellen dat de huidige economische crisis te wijten is aan de coronacrisis, terwijl de economische crisis naar zijn mening aan het beleid van de regering te danken is. Hij behaalde voldoende stemmen voor een zetel in De Nationale Assemblée (DNA).
Tijdens de verkiezingen van 2025 werd hij op nummer 8 van de lijst van de VHP herkozen als DNA-lid.